# Metrioptera caprai
Metrioptera caprai är en insektsart som beskrevs av Baccetti 1956. Metrioptera caprai ingår i släktet Metrioptera och familjen vårtbitare.

## Underarter
Arten delas in i följande underarter:
- M. c. baccettii
- M. c. caprai
- M. c. galvagnii
- M. c. lagrecai